# 銚子口駅 (大沼電鉄)
銚子口駅（ちょうしぐちえき）は、北海道（渡島支庁（現・渡島総合振興局））亀田郡七飯村（現・七飯町）東大沼にあった大沼電鉄の駅（廃駅）である。国鉄函館本線（通称：砂原支線）にある同名の駅より南側に位置していた。

## 歴史
- 1929年（昭和4年）1月5日 - 大沼（後・大沼公園） - 新本別間開業に伴い開業[2]。
- 1945年（昭和20年）6月1日 - 不要不急線指定による大沼電鉄廃止に伴い廃止となる。

## 駅周辺
大沼湖畔の東側に位置していた。
- 大沼国定公園
- 流山温泉
- 駒ヶ岳

## 廃止後の現状
当駅跡および路盤跡は北海道道338号大沼公園線となっている。1999年（平成11年）時点で駅施設自体の痕跡は何もないが、2010年（平成22年）時点では当駅附近の線路跡が草薮の中の作業道となっていた。

## 隣の駅
大沼電鉄
大沼電鉄線
池田園駅 - 銚子口駅 - 大沼温泉駅